# Дом песни
«Дом песни» — концертная музыкально-просветительская организация, основанная Марией Олениной-Д’Альгейм в 1908 году в Москве с целью популяризации вокальной музыки. В основании организации ей помогали муж и Анна Тарасевич.
На открытии «Дома песни» Оленина-Д’Альгейм исполнила цикл «Прекрасная мельничиха» Шуберта. В концертной программе «Дома» большое внимание уделялось музыке русских композиторов, особенно вокальным сочинениям Мусоргского. Регулярно проводились концерты, музыкальные лектории и беседы с участием многих известных деятелей культуры. В концертах «Дома» пела певица А. Стенбок, партии фортепиано исполняли А. Б. Гольденвейзер, Н. К. Метнер, А. А. Оленин, Л. Э. Конюс, П. А. Ламм, в беседах, сопровождавших концерты, принимали участие В. Я. Брюсов и А. Белый. «Дом песни» организовывал концерты в ряде городов России, а также в Париже и Лондоне.
В 1912 году Оленина-Д’Альгейм учредила «Общество песни», целью которого было изучение творчества композиторов и подготовка исполнителей. В 1908-1916 годах «Дом песни» провёл 7 музыкальных и поэтических конкурсов, международных, с участием зарубежных композиторов: на лучший перевод на русский язык текстов Вильгельма Мюллера, стихотворений И. В. Гёте, положенных на музыку Ф. Шубертом, Р. Шуманом, Ф. Листом, X. Вольфом, Н. К. Метнером; на обработку для голоса и фортепиано десяти шотландских песен Роберта Бёрнса (премии получили С. Л. Толстой и П. А. Видаль), на гармонизацию народных песен (премии получили М. Равель, А. Жорж и А. А. Оленин). Членами жюри конкурсов были С. И. Танеев, Н. К. Метнер, А. Т. Гречанинов, Н. Д. Кашкин, Ю. Д. Энгель.
«Дом песни» издавал газету, бюллетени, бесплатные брошюры к концертам с аннотациями. В 1918 году, когда Оленина-Д’Альгейм эмигрировала из страны, организация прекратила существование.